# Henry Knox

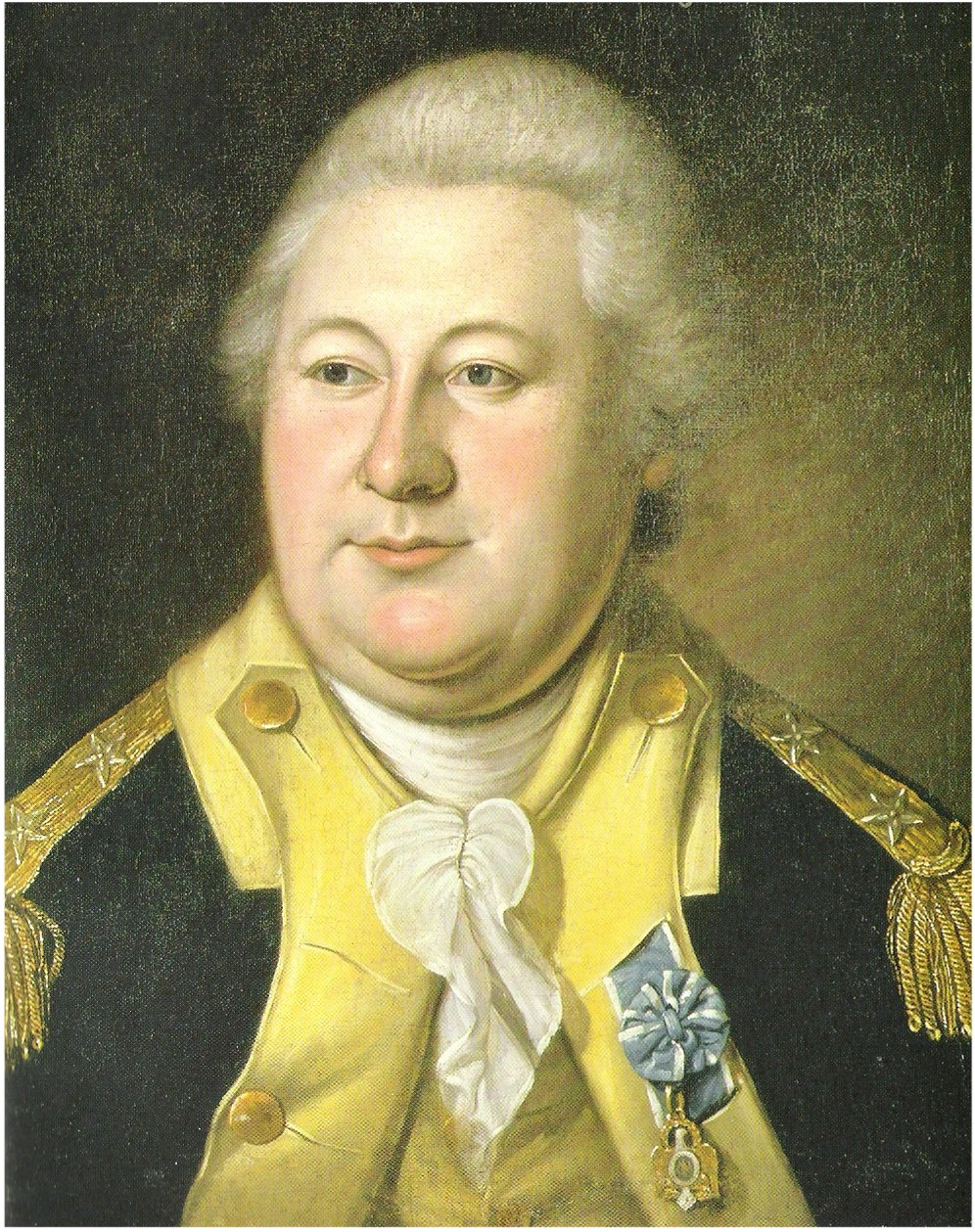
Henry Knox

Henry Knox (* 25. Juli 1750 in Boston, Province of Massachusetts Bay, Kolonie des Königreichs Großbritannien; † 25. Oktober 1806 in Thomaston, Massachusetts, USA) war ein amerikanischer Buchhändler aus Boston, der oberste Artillerieoffizier der Kontinentalarmee und später der erste US-Kriegsminister.

## Leben

### Jugend und Zeit in Boston
Seine Eltern waren die irischen Einwanderer William und Mary Campbell Knox. Sein Vater war Schiffskapitän und arbeitete in der Westindischen Handelskompanie, bis er 1762 starb. Daraufhin musste Knox im Alter von zwölf Jahren die Schule verlassen und wurde Angestellter in einer Buchhandlung, um seine Mutter zu unterstützen. Später eröffnete er in Boston seinen eigenen Buchladen London Book Store. Knox war ein Bücherwurm, der sich viel selbst beibrachte, wobei er sich bald auf militärische Themen spezialisierte, insbesondere die Artillerie. Am 16. Juni 1774 heiratete er gegen den Willen des Vaters seiner Braut, des höchsten Beamten der Britischen Krone in Massachusetts, Lucy Flucker (1756–1824). Lucy Flucker war die Enkelin von Samuel Waldo. Abgesehen von der Trennung wegen seines Militärdienstes blieben sie für den Rest ihres Lebens ein glückliches Paar und pflegten eine umfangreiche Korrespondenz. Mit den Jahren hatten sie 13 Kinder. Nachdem sie 1775 aus Boston fliehen mussten, blieb Lucy Knox während des gesamten Amerikanischen Unabhängigkeitskrieges heimatlos.

### Militärische Karriere
Knox unterstützte die amerikanischen Rebellen, die Söhne der Freiheit und war Augenzeuge des Massaker von Boston. Er bot sich 1772 dem Boston Grenadier Korps an und diente 1775 unter General Artemas Ward in der Schlacht von Bunker Hill. Als Angehöriger der Beobachtungsarmee traf und beeindruckte er General George Washington, als der das Kommando übernahm. Die beiden wurden lebenslange Freunde.
Als die Belagerung von Boston andauerte, wies er darauf hin, dass die Kanonen aus dem Fort Ticonderoga eine entscheidende Rolle spielen könnten. Washington ernannte ihn zum Artillerieoberst und übertrug ihm das Kommando über die Expedition, die die Kanonen holen sollte. Seine Streitkraft brachte sie mit von Ochsen gezogenen Schlitten durch die Green Mountains und über den zugefrorenen Fluss Connecticut River. Als sie zurückgekehrt waren und die Kanonen in einer den Hafen überblickenden Stellung platziert hatten, waren die Briten gezwungen, sich am 17. März 1776 nach Halifax zurückzuziehen. Nachdem die Belagerung aufgehoben worden war, übernahm Knox den Neubau und die Erweiterung der Verteidigungsanlagen in Connecticut und Rhode Island in Vorbereitung auf die Rückkehr der Briten. Er schloss sich später während deren Rückzug aus New York und durch New Jersey der Hauptarmee wieder an.
Am 25. Dezember 1776 hatte Oberst Knox Befehl, den Delaware River zu überqueren. Trotz Behinderung durch Eis und Kälte schaffte er es mit Keith Glovers Marbleheaders als Besatzung der Boote die Angriffsarmee mit Männern, Pferden und Artillerie ohne Verluste über den Fluss zu bringen. Nach der Schlacht von Trenton musste er am 26. Dezember dieselbe Truppe zusammen mit hunderten Gefangenen und erbeuteten Versorgungsgüter wieder zurück über den Fluss schaffen. Diese Leistung brachte ihm die Beförderung zum Brigadegeneral.
Knox blieb die meiste Zeit des Krieges bei der Hauptarmee und war an Gefechten bei der Schlacht von Princeton, der Schlacht von Brandywine, der Schlacht von Germantown, der Schlacht von Monmouth und der Schlacht von Yorktown beteiligt. 1777, als die Armee in den Winterquartieren bei Morristown lagerte, kehrte er nach Massachusetts zurück, um die Leistungsfähigkeit der Artillerie zu verbessern. Er stellte ein weiteres Bataillon auf und gründete das Springfielder Arsenal, bevor er im Frühjahr zurückkehrte. Das Arsenal blieb für den Rest des Krieges eine wertvolle Quelle von Waffen und Munition. Anfang 1780 war er Mitglied des Kriegsgerichtes über Major John André. Knox unternahm als George Washingtons Vertreter mehrere Reisen in die nördlichen Staaten, um den Zustrom an Männern und Vorräten zur Armee zu verstärken.
Nach Yorktown wurde Knox zum Generalmajor befördert. 1782 erhielt er das Kommando in West Point. 1783 war er einer der Gründer der Gesellschaft von Cincinnati und führte die amerikanischen Streitkräfte nach New York City hinein, als die Briten sich zurückgezogen hatten. Er stand neben Washington, als dieser sich am 4. Dezember in Fraunces Taverne verabschiedete. Nachdem Washington sich zurückgezogen hatte, war Knox von Dezember 1783 an der ranghöchste Offizier der Kontinentalarmee, bis er sie im Juni 1784 verließ.

### Späterer Regierungsdienst
Der Kontinentalkongress ernannte ihn am 8. März 1785 zum Kriegsminister unter den Konföderationsartikeln. Er hatte diese Position ohne Unterbrechung bis zum 12. September 1789 inne, als er dieselben Pflichten als US-Kriegsminister in George Washingtons erstem Kabinett übernahm.
Als Minister trieb Knox als Leiter die Aufstellung einer regulären US-Marine voran, war zuständig für Indianerpolitik und einen Plan für eine Nationalmiliz und den Bau einer Reihe von Küstenbefestigungen. Er überwachte die Einbeziehung des Springfield-Arsenals als eines von zwei nationalen Fertigungsstätten. 1791 stellte der Kongress nach einem detaillierten Plan von Knox die kurzlebige Legion der Vereinigten Staaten auf.
Am 31. Dezember 1794 verließ Knox die Regierung, um sich seiner wachsenden Familie zu widmen. Timothy Pickering folgte ihm im Amt.

### Nach dem Regierungsdienst
Knox ließ sich mit seiner Familie in Montpelier, einem Landsitz in der Nähe von Thomaston im heutigen Maine, nieder. Er verbrachte den Rest seines Lebens mit Viehzucht, Schiffbau und Ziegelherstellung. Obgleich er den nationalen Dienst verlassen hatte, vertrat er seine neue Gemeinde in der Generalversammlung von Massachusetts. 1805 wurde er in die American Academy of Arts and Sciences gewählt. 1806 verschluckte er einen Hühnerknochen, der seinen Darm durchstach. Er starb drei Tage später an Bauchfellentzündung (Peritonitis) und wurde in Thomaston beigesetzt.

## Persönlichkeit
Knox’ Charakter lässt sich aus vielen Begebenheiten aus seiner Karriere ablesen. Beispielsweise wurde, als Lucy und er 1775 gezwungen waren, Boston zu verlassen, sein Haus zur Unterbringung von britischen Offizieren verwandt, die seine Buchhandlung plünderten. Ungeachtet persönlicher finanzieller Not veranlasste er die Auszahlung der letzten Rate von 1.000 Pfund an die Drucker in London, um eine Lieferung Bücher zu bezahlen, die er nie erhalten hat.
Henry Knox war ein aktives Mitglied im Bund der Freimaurer, er half auch 1779 die Washington Lodge in West Point zu gründen.

## Ehrungen
Zwei amerikanische Forts, Fort Knox (Kentucky) und Fort Knox (Maine) wurden nach ihm benannt. Countys wurden nach ihm in Illinois, Indiana, Kentucky, Maine, Missouri, Nebraska, Ohio, Tennessee und Texas benannt. Knoxville (Tennessee) heißt ebenfalls nach ihm. Sein ehemaliges Hauptquartier Knox’s Headquarters State Historic Site dient heute als Museum.